# 베테랑 2
《베테랑 2》(영어: I, the Executioner)는 2024년 개봉한 대한민국의 액션 범죄 영화이다. 2024년 칸 영화제에서 전 세계 최초로 공개가 되었다. 
2015년 영화 베테랑 이후 9년 만에 후속작 작품이다. 

## 줄거리
.가족들도 못 챙기고 밤낮없이 범죄들과 싸우는 베테랑 형사 '서도철'과 강력범죄수사대 형사들. 어느 날, 한 교수의 죽음이 이전에 발생했던 살인 사건들과 연관성이 있는 것으로 밝혀지며 전국은 연쇄살인범으로 인해 떠들썩해진다. 이에 단서를 추적하며 수사를 시작한 형사들. 하지만 이들을 비웃기라도 하듯, 연쇄살인범은 다음 살인 대상을 지목하는 예고편을 인터넷에 공개하며 또 한 번 전 국민을 흔들어 놓는다. 강력범죄수사대는 서도철의 눈에 든 정의감 넘치는 막내 형사 '박선우'를 투입한다. 그리고 사건은 새로운 방향으로 흐르게 되는데...

## 등장인물

### 주연
- 황정민 : 서도철 역 - 서울경찰청 강력범죄수사대 베테랑 형사 "사람 죽이는 데 좋은 살인 있고 나쁜 살인 있어?" (일본어: 人を殺すのに良い殺人があり、悪い殺人がありますか？)
- 정해인 : 박선우 역 - 서울경찰청 강력범죄수사대 막내 형사. 2편의 서브 주인공. 스포일러[1] "저 선배님이 조태오 잡으시는 거 보고 경찰 된 건데요" "전 제가 해치라고 한 적 없는데요?" (일본어: "私の先輩がチョ・テオを捕まえるのを見て警察になったんです" "私はハッチと言ったことがありませんか？")

### 조연
- 장윤주[2] : 봉 형사 역 - 서울경찰청 강력범죄수사대 서도철의 오른팔 형사. "앗 쓰 이거 오줌이야!"  "있는 우리나 챙겨. 잘 사는 애 인생 또 피곤하게 만들지 말구" (일본어: "あつつこれおしっこだ" "あるわたしたちを手に入れて。よく暮らす恋人生また疲れさせないように")
- 진경 : 이주연 역
- 정만식 : 전석우 역 - "그래서 저는 처벌 다 받았잖아요" (일본어: だから私はすべての罰を受けました。)
- 신승환 : 정의부장 역 - 2편의 前 서브 빌런 "저도 지금 목숨 걸고 촬영 중인 겁니다, 여러분. 후원이 필요합니다!" (일본어: 私も今命をかけて撮影中ですよ、皆さん。スポンサーが必要です！)
- 오달수 : 오 팀장 역 - 서울경찰청 강력범죄수사대 팀장
- 오대환 : 왕 형사 역 - 서울경찰청 강력범죄수사대 형사. "라이브 방송에 해치가 나온다는데요? 당장 잡아야죠" (일본어: ライブ放送にハッチが出るんですか？すぐにキャッチします。)
- 김시후 : 윤 형사 역 - 서울경찰청 강력범죄수사대 막내 형사. "아니 힘들게 잡아 처넣으면 뭐 하냐구요" (일본어: いいえ、それをつかんで倒すとどうなりますか？)
- 안보현 : 민강훈 역[3] - 2편의 서브 빌런이자 중간 보스. 전직 육군특수전사령부 소속 중사이자 상남 12인조를 몰살한 뺑소니범

## 개봉 전 정보
- 2023년 7월, 〈밀수〉의 개봉 이후부터 본격적으로 정보가 알려지기 시작했다.

- 정해인의 캐스팅 소식이 공개되었다. 문화일보에서는 정해인을 새로운 빌런으로 언급했지만, 그 외 나머지 언론은 공통적으로 정해인을 새로운 강력계 형사로 언급했고, 이후 정보 공개를 통해 정해인이 새로운 강력범죄수사대 멤버로 확정되었다. 즉, 현재로서는 빌런으로 언급한 기사가 오보였던 것으로 파악되었다. 다만, 일각에서는 정해인이 사실 본작의 히든 빌런일 가능성도 제기되고 있다.

- 류승완 감독은 영화 〈베테랑2〉에 대해서 아주 어두운 분위기의 작품이 될 것이며, 정해인이 멋지게 나온다고 힌트를 남기기도 했다.

- 제77회 칸 영화제 미드나잇 스크리닝 부문에 공식 초청되었다.  이로써 〈베테랑2〉는 국내 시리즈물 영화로는 최초로 칸 영화제에 초청된 영화가 되었다.

- 칸 영화제 초청과 함께 영문 제목이 I, The Executioner로 확정되었다. 전작의 제목은 한국어 제목과 동일한 'Veteran'이었는데, 2편은 아예 새로운 제목을 사용했다. 단어 Executioner에는 실행자, 사형 집행인 등의 의미가 포함되어 있어 류승완 감독의 말처럼 전작보다 훨씬 어두운 분위기일 것으로 추정되고 있다.

- 칸 영화제 초청 후 관련 기사와 함께 본작의 시놉시스가 유출되었다. 이로써 본작의 메인 빌런의 정체는 연쇄살인범으로 확정되었다. 1편하고는 확실하게 차별화되는 요소 중 하나이기도 한데, 1편은 당시 류승완 영화 중 최초로 작중에서 사람이 한 명도 죽지 않았던 영화다. 시즌2에서는 한 교수가 살해당하는 사건이 발생하고, 이 죽음이 과거 벌어진 다른 살인 사건과 관련 있다는 것이 드러나면서 벌어지는 상황을 그린다.

- 2024년 5월 4일, 공식 스틸컷 6종이 공개되었다.

- 2024년 5월 8일, 칸 영화제 사이트에서 인터내셔널 예고편이 공개되었다.

- 2024년 6월 19일, 개봉 시기가 9월로 앞당겨졌다.

- 2024년 7월 3일, 익스트림 액션 포스터 공개와 함께 개봉일이 9월 13일로 확정되었다.

- 2024년 7월 17일, 본작의 상영 등급이 15세 이상 관람가로 확정되었다.

- 2024년 7월 21일, 본작이 제49회 토론토 국제 영화제 스페셜 프레젠테이션 부문에 공식 초청되었다.

- 2024년 7월 29일, 티저 예고편이 공개되었다.

- 2024년 8월 21일, 메인 예고편이 공개되었다.

## 캐스팅
(†) 표시는 영화 상에서 사망한 인물이다.

### 주요 인물
| 연기자 | 배역명 | 원어명      | 배역 설명                       | 소속                                                 | 직업              | 인간관계                                                                         | 인간관계                                        | 인간관계       | 등장인물      |
| 연기자 | 배역명 | 원어명      | 배역 설명                       | 소속                                                 | 직업              | 우호적인 관계                                                                    | 적대적인 관계                                   | 애매한 관계    | 등장인물      |
| ------ | ------ | ----------- | ------------------------------- | ---------------------------------------------------- | ----------------- | -------------------------------------------------------------------------------- | ----------------------------------------------- | -------------- | ------------- |
| 황정민 | 서도철 | Seo Docheol | 강력범죄수사 베테랑 형사        | 서울지방경찰청 광역수사대 강력2팀 베테랑 형사        | 경찰공무원 (형사) | 박선우, 오재평, 봉윤주, 왕동현, 윤시영, 박승환, 구 팀장, 이주연, 서우진, 투이    | 민강훈, 가짜 해치, 해치의 부하들 4명 스포일러   | 전석우, 떡칠이 | 경찰          |
| 정해인 | 박선우 | Park Sunwoo | 강력범죄수사 막내 형사 스포일러 | 서울지방경찰청 광역수사대 강력2팀 막내 형사 스포일러 | 경찰공무원 (형사) | 서도철, 오재평, 봉윤주, 왕동현, 윤시영, 박승환, 구 팀장, 이주연, 서우진 스포일러 | 민강훈, 신치훈, 트레이닝복 (가짜 해치) 스포일러 | 전석우         | 경찰 스포일러 |

### 조연

#### 서울경찰청 강력범죄수사대
| 연기자 | 배역명 | 원어명        | 배역 설명                                | 소속                                         | 직업              | 인간관계                                                             | 인간관계                                                          | 인간관계       | 등장인물 |
| 연기자 | 배역명 | 원어명        | 배역 설명                                | 소속                                         | 직업              | 우호적인 관계                                                        | 적대적인 관계                                                     | 애매한 관계    | 등장인물 |
| ------ | ------ | ------------- | ---------------------------------------- | -------------------------------------------- | ----------------- | -------------------------------------------------------------------- | ----------------------------------------------------------------- | -------------- | -------- |
| 오달수 | 오재평 | Oh Jaepyung   | 강력범죄수사 팀장                        | 서울지방경찰청 광역수사대 강력2팀장.         | 경찰공무원 (팀장) | 서도철, 박선우, 봉윤주, 왕동현, 윤시영, 서우진, 최완기, 투이         | 해치(박선우), 민강훈, 트레이닝복 (가짜 해치)                      | 전석우, 떡칠이 | 경찰     |
| 장윤주 | 봉윤주 | Bong Yoonjoo  | 강력범죄수사 홍일점 (본 작품의 여주인공) | 서울지방경찰청 광역수사대 강력2팀 여형사.    | 경찰공무원 (형사) | 서도철, 박선우, 오재평, 왕동현, 윤시영, 박승환, 서우진, 강정식, 투이 | 해치(박선우), 민강훈, 트레이닝복 (가짜 해치), 해치의 부하들 (4명) | 전석우, 떡칠이 | 경찰     |
| 오대환 | 왕동현 | Wang Donghyun | 강력범죄수사 형사                        | 서울지방경찰청 광역수사대 강력2팀 형사.      | 경찰공무원 (형사) | 서도철, 박선우, 오재평, 봉윤주, 윤시영, 박승환, 서우진, 강정식, 투이 | 해치(박선우), 민강훈, 트레이닝복 (가짜 해치), 해치의 부하들 (4명) | 전석우, 떡칠이 | 경찰     |
| 김시후 | 윤시영 | Yoon Siyoung  | 강력범죄수사 막내 형사                   | 서울지방경찰청 광역수사대 강력2팀 막내 형사. | 경찰공무원 (형사) | 서도철, 박선우, 오재평, 봉윤주, 왕동현, 박승환, 서우진, 강정식, 투이 | 해치(박선우), 민강훈, 트레이닝복 (가짜 해치), 해치의 부하들 (4명) | 전석우, 떡칠이 | 경찰     |

- 권해효: 최완기 역 - 서울경찰청 강력범죄수사대장 총경
- 김원해: 구 팀장 역
- 허남준: 특수본 형사 역

#### 서도철 가족
- 진경: 이주연 역
- 변홍준: 서우진 역

#### 국동화물 (해체)
| 연기자 | 배역명    | 원어명       | 배역 설명                                         | 소속                                 | 직업                                | 인간관계      | 인간관계      | 인간관계                                       | 등장인물 |
| 연기자 | 배역명    | 원어명       | 배역 설명                                         | 소속                                 | 직업                                | 우호적인 관계 | 적대적인 관계 | 애매한 관계                                    | 등장인물 |
| ------ | --------- | ------------ | ------------------------------------------------- | ------------------------------------ | ----------------------------------- | ------------- | ------------- | ---------------------------------------------- | -------- |
| 정만식 | 전석우(†) | Jeon Seokwoo | 1편의 前 서브 빌런이자 만악의 근원이며 히든 보스. | 前 맘모스파 조직원, 前 국동화물 소장 | 前 조직폭력배 (맘모스파 & 국동화물) | 없음          | 민강훈        | 서도철, 박선우, 오재평, 봉윤주, 왕동현, 윤시영 | 범죄자   |

#### 악역
- 해치 일당 (해체)

| 연기자 | 배역명 | 원어명       | 배역 설명                                                 | 소속                                | 직업    | 인간관계      | 인간관계                                               | 인간관계    | 등장인물 |
| 연기자 | 배역명 | 원어명       | 배역 설명                                                 | 소속                                | 직업    | 우호적인 관계 | 적대적인 관계                                          | 애매한 관계 | 등장인물 |
| ------ | ------ | ------------ | --------------------------------------------------------- | ----------------------------------- | ------- | ------------- | ------------------------------------------------------ | ----------- | -------- |
| 안보현 | 민강훈 | Min Kanghoon | 전직 특전사령부 소속 군인 (2편의 서브 빌런이자 중간 보스) | 前 특전사령부 소속 군인 → 해치 일당 | 前 군인 | 없음          | 서도철, 박선우, 오재평, 봉윤주, 왕동현, 윤시영, 전석우 | 신치훈      | 범죄자   |

- - 윤준열: 신치훈 역 - 2편의 서브 빌런. 학교 일진.
  - 차세진: 치훈 패거리 1 역
  - 박하준: 치훈 패거리 2 역
  - 조용진: 치훈 패거리 3 역
  - 김가을: 치훈 패거리 4 역 - 2편의 서브 악녀 1.
  - 조호윤: 치훈 패거리 5 역 - 2편의 서브 악녀 2.

- 주부도박단 (와해)
  - 김재화: 부티 사모 역
  - 현봉식: 떡칠이 역 - 2편의 라운드 보스이자 개그 캐릭터.
  - 박준면: 도박꾼 1 역
  - 박경혜: 도박꾼 2 역
  - 주보비: 도박꾼 3 역

- 정의부장 (생존)

| 연기자 | 배역명 | 원어명          | 배역 설명                                        | 소속     | 직업 | 인간관계                                       | 인간관계           | 인간관계    | 등장인물 |
| 연기자 | 배역명 | 원어명          | 배역 설명                                        | 소속     | 직업 | 우호적인 관계                                  | 적대적인 관계      | 애매한 관계 | 등장인물 |
| ------ | ------ | --------------- | ------------------------------------------------ | -------- | ---- | ---------------------------------------------- | ------------------ | ----------- | -------- |
| 신승환 | 박승환 | Park Seung-hwan | 1편의 조력자, 2편의 개그 캐릭터이자 前 서브 빌런 | 정의부장 |      | 서도철, 박선우, 오재평, 봉윤주, 왕동현, 윤시영 | 가짜 해치 스포일러 | 없음        | 일반인   |

- - 서영주: 가짜 해치 (트레이닝복) 역(†) - 2편의 히든 보스.

#### 그 외
- 남진복: 안전가옥 순경 2 역
- 안상태: 학생주임 역
- 우정원: 치훈 모 역
- 오윤홍: 시사 평론가 역

### 우정출연
- 허준호: 경찰청장 역 - 쿠키영상에서만 등장.
- 유해진: 최대웅 역 (부분출연)
- 진모: 조선족 살수 역 (부분출연)

### 특별출연
- 조관우: 치훈 부 역

## 수상 목록
- 2024년 제45회 청룡영화상 청정원 인기스타상 (정해인)
- 2024년 제45회 청룡영화상 남우조연상 (정해인)
- 2024년 제45회 청룡영화상 기술상 (장한승)
- 2024년 제45회 청룡영화상 기술상 (유상섭)

## 참고 사항
- 정만식의 배역은 시즌 1에서 성이 "전'"으로 나왔지만, 이름이 정확히 밝혀지지 않아 '전승오', '전성호', '전성우', '전석오'로 알려졌다. 그러나 시즌 2에서는 '전석우'로 수정되었다. 캐릭터의 모티브는 최근에 출소한 조두순으로 추정된다.
- 정해인의 첫 악역 연기로 도전한다.
- 쿠키영상에서 박선우(정해인)가 교도소로 이동하는 중에 1편의 중요한 조럭자에 의해 탈옥했으나 3편에서도 재등장한다.
- 황정민, 오달수, 장윤주, 오대환, 김시후, 정만식, 진경, 신승환은 2015년에 개봉한 영화 《베테랑》 이후로 9년 만에 복귀하는 작품이다.
- 황정민, 정해인, 현봉식, 곽자형은 2023년에 개봉한 영화 《서울의 봄》 이후로 1년 만에 재회하여 캐스팅 되었다.
- 현봉식, 곽자형은 2024년에 개봉한 영화 《범죄도시4》 이후로 5개월 만에 재회하여 캐스팅 되었다.
- 서도철 역을 맡았던 황정민은 박선우 역을 맡았던 정해인과 최종 결전이 끝난 명대사 중에 2편에서는 "저 X끼 싸움 X나 잘해"라는 단어가 나온다.
- 3편에서도 재등장할 것으로 예상되면서, 서도철 역을 맡은 황정민, 박선우 역을 맡은 정해인, 오팀장 역을 맡은 오달수, 봉 형사 역을 맡은 장윤주, 왕 형사 역을 맡은 오대환, 윤 형사 역을 맡은 김시후가 그대로 캐스팅 되지만, 3편의 메인 빌런은 최종 보스와 중간 보스가 동시에 나오지만, 3편의 빌런이 아직 캐스팅 되지 않았다.

## 같이 보기
- 베테랑
- 베테랑3

- 베테랑 시리즈